# Ouad Emour
Ouad Emour est une commune rurale du sud-ouest de la Mauritanie, située dans le département de Magta-Lahjar de la région de Brakna.